# Saribia
Genre
Saribia est un genre de lépidoptères (papillons) de la famille des Riodinidae et de la sous-famille des Riodininae et qui sont endémiques de Madagascar.

## Systématique
Le genre Saribia a été décrit par le zoologiste britannique Arthur Gardiner Butler en 1878. Son espèce type est Emesis tepahi Boisduval, 1833.

## Liste des espèces
Selon FUNET Tree of Life (4 octobre 2020) :
- Saribia decaryi (Le Cerf, 1922)
- Saribia ochracea Riley, 1932
- Saribia perroti Riley, 1932
- Saribia tepahi (Boisduval, 1833)